# Victoriano Sarmientos
Victoriano Sarmientos Bios (18 de dezembro de 1956) é um ex-jogador de voleibol de Cuba que competiu nos Jogos Olímpicos de 1976.
Em 1976, ele fez parte da equipe cubana que conquistou a medalha de bronze no torneio olímpico, no qual atuou em todas as seis partidas.